# Antoni Sobociński
Antoni Sobociński (ur. 1860) – polski inżynier komunikacji, wykładowca Politechniki Warszawskiej
Ukończył studia w Instytucie Inżynierów Komunikacji w Petersburgu w 1896 r. Wykładowca Politechniki Warszawskiej - w roku akademickim 1935/1936 asystent starszy w Zakładzie Dróg Żelaznych na Wydziale Inżynierii.